# Endō (Klan)

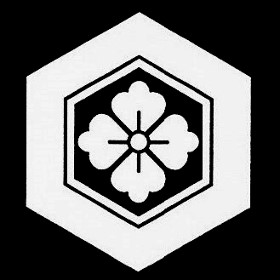
Wappen der Endō

Die Endō (japanisch 遠藤氏, Endō-shi) waren eine Familie des japanischen Schwertadels (Buke), die aus der Provinz Mino stammte und die sich von den Taira ableitete.

## Genealogie
- Ursprünglich waren die Endō ein Nebenzweig des Tō-Klans (東氏, Tō-shi).
- Morikazu (盛数; † 1563) baute die Burg Gujō-Hachiman.
- Yoshitaka (慶隆; 1550–1632), sein Sohn diente Toyotomi Hideyoshi, wechselte aber zur Tokugawa-Seite und wurde erster Daimyō auf Gujō-Hachiman.[1]
- Tanechika (胤親; 1683–1735) wurde 1698 nach Mikami[A 2] in der Provinz Ōmi versetzt, wo sich die Familie mit einem Einkommen von nur 10.000 Koku und mit einem Festes Haus (Jin’ya) begnügen musste. Dort residierten die Endō bis zum Ende der Tokugawa-Zeit.
- Taneki (胤城; 1838–1909) war letzter Daimyō. Nach der Meiji-Restauration 1868 nahm die Familie den Namen Tō an. Der Chef des Hauses führte bis 1945 den Titel Vizegraf.